# Pascaline
Pascaline je bilo mehanično računalo, zmožno neposrednega seštevanja in odštevanja, ki ga je leta 1642 izumil Blaise Pascal in danes velja za začetnika mehaničnih računal. Pascal je začel z razvojem stroja da bi pomagal očetu, davčnemu uradniku, pri delu.
Napravo je sestavljala množica zobnikov s številčnicami na sprednji ploskvi. Uporabnik je vnesel število tako, da je vstavil konico med ustrezni špici na številčnici in jo zavrtel do kovinske zapore (podobno kot pri starih telefonih s krožno številčnico). V okencu nad njim se je prikazala števka od 0 do 9. Postopek je nato ponovil za preostanek števila (od desne proti levi). Sešteval je enostavno tako, da je na enak način vnesel drugo število. Ker so se zobniki lahko vrteli le v eno smer, je odštevanje potekalo po metodi komplementov. Za lažje računanje so se v okencih pojavili tudi komplementi vnesenih števk.
Po uspešni demonstraciji računala je Pascal zanj leta 1649 prejel patent. Do leta 1652 je po lastnih besedah izdelal okrog 50 prototipov in prodal nekaj več kot ducat delujočih primerkov. Prve različice so imele le nekaj številčnic, kasnejše pa osem in so lahko računale s števili do 9.999.999. Zaradi kompleksnosti, visoke cene in okornosti naprava ni bila prodajno uspešna in Pascal je naposled opustil izdelavo.